# Csemő
Csemő é um município da Hungria, situado no condado de Peste. Tem 79,44 km² de área e sua população em 2015 foi estimada em 4.206 habitantes.